# ルートヴィヒ・グリリッヒ
ルートヴィヒ・グリリッヒ（Ludwig Grillich、1856年12月2日 - 1926年5月21日）はオーストリアの写真家。彼は本国とチェコのフランティシュコヴィ・ラーズニェに写真スタジオを持っており、政治家、軍人、文化人の肖像写真を撮影するほか、ウィーンの著名な建築物のポストカード・シリーズも作製した。

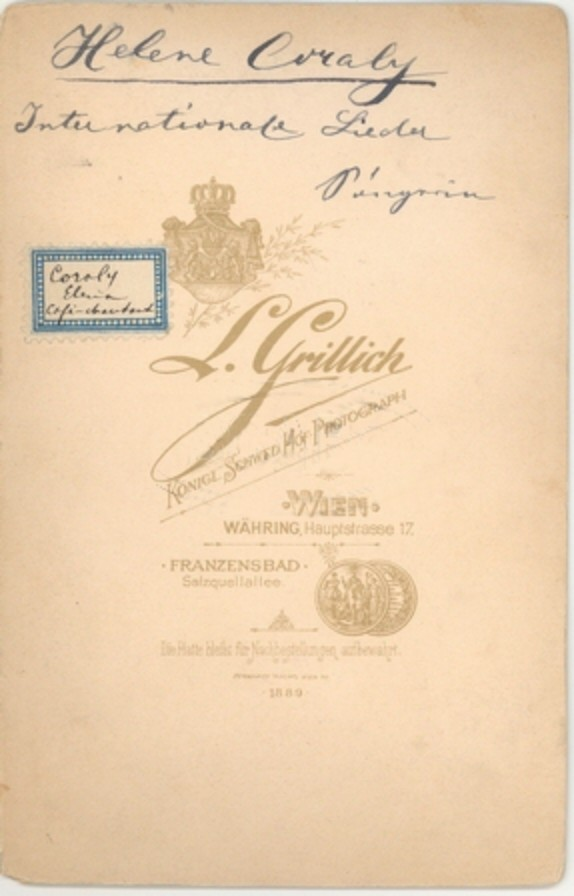
グリリッヒ発行のポストカード裏面

## ギャラリー

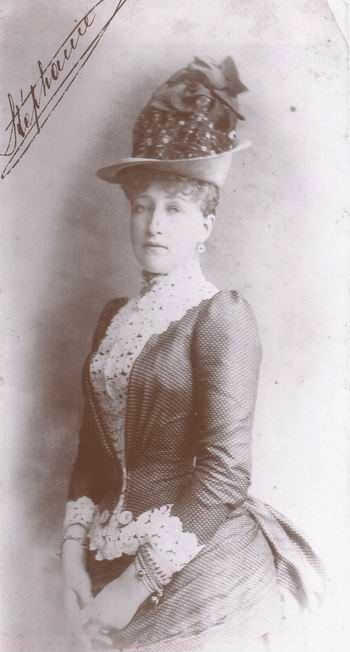
ステファニー・ド・ベルジック（1890年頃）
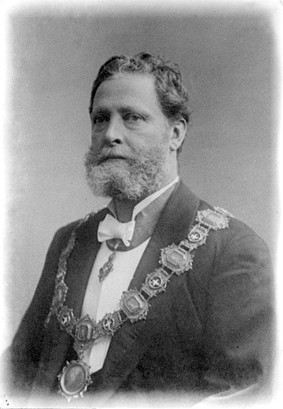
カール・ルエーガー（1897年頃）
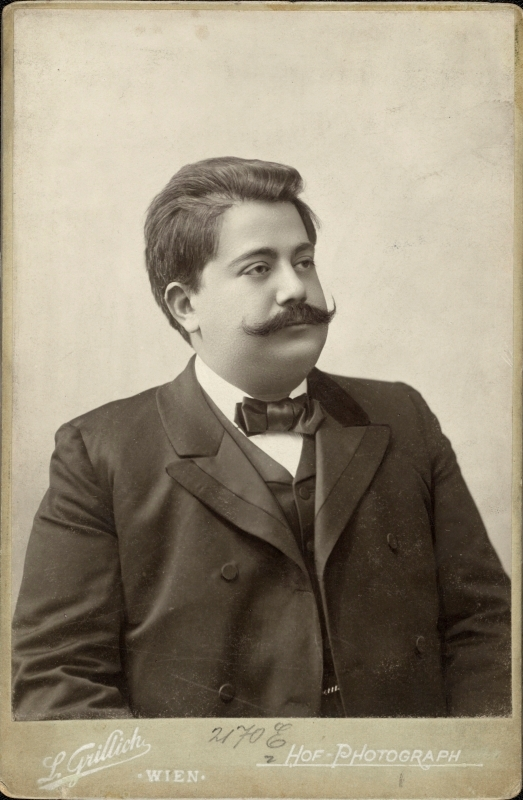
ハインリヒ・ラインハルト（1900年）
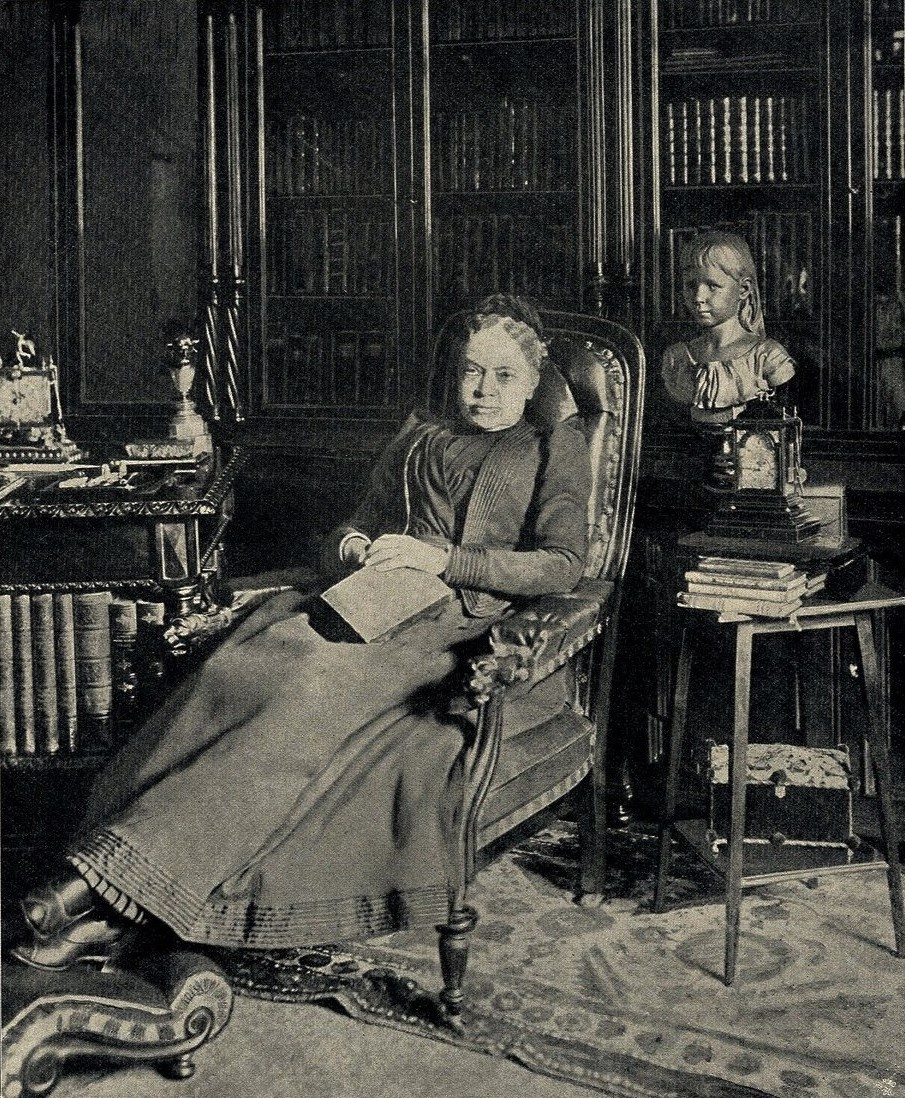
マリー・フォン・エブナー＝エッシェンバッハ（ドイツ語版）男爵夫人（1901年）

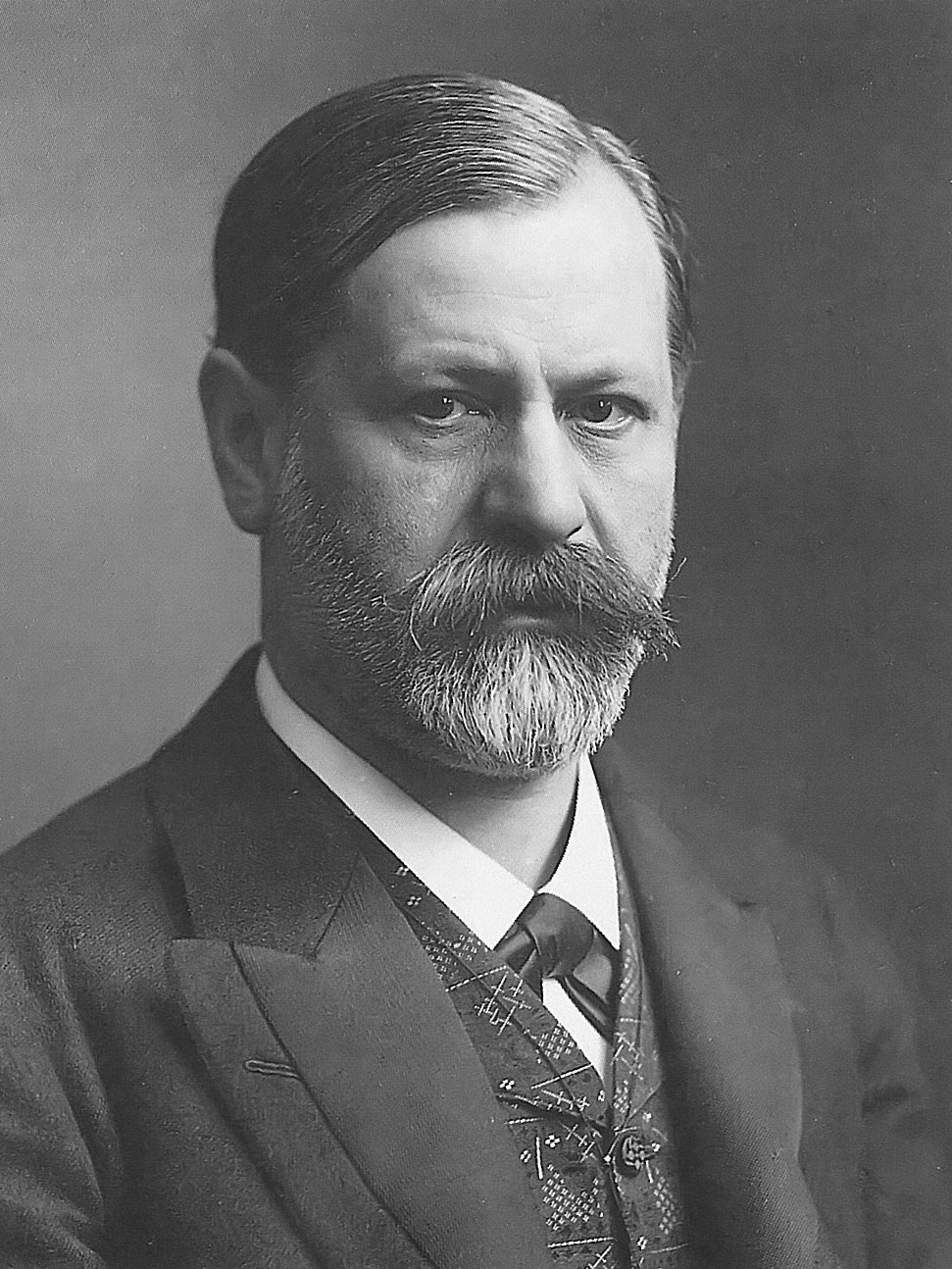
ジークムント・フロイト（1905年）
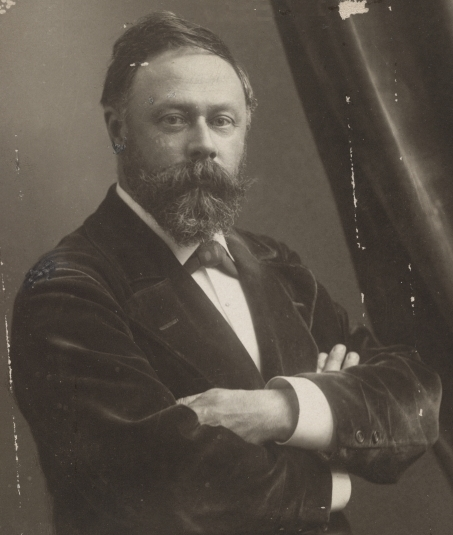
リヒャルト・ホイベルガー（1914年）
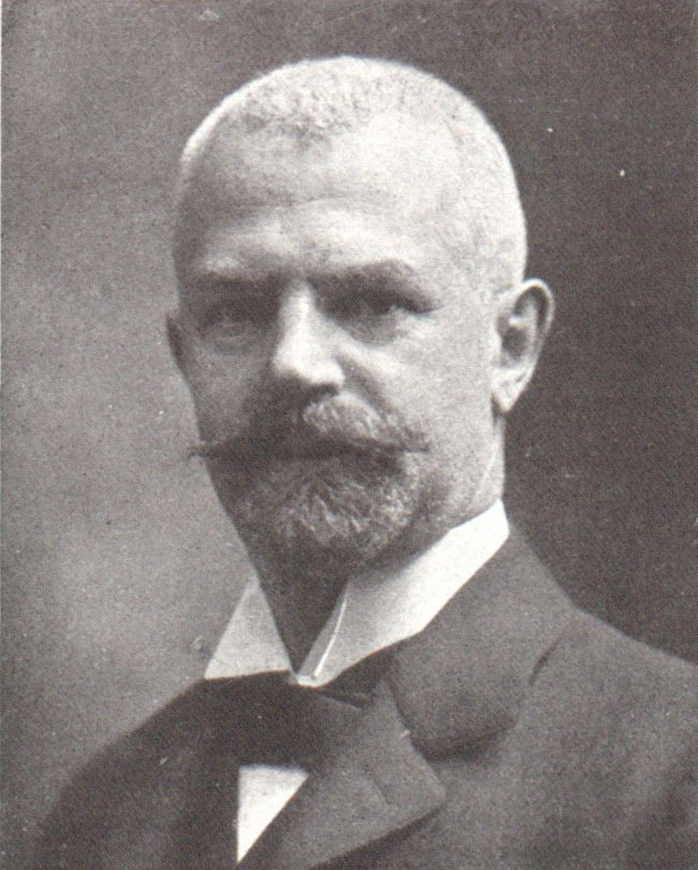
アントン・アイゼルスベルク（1917年）
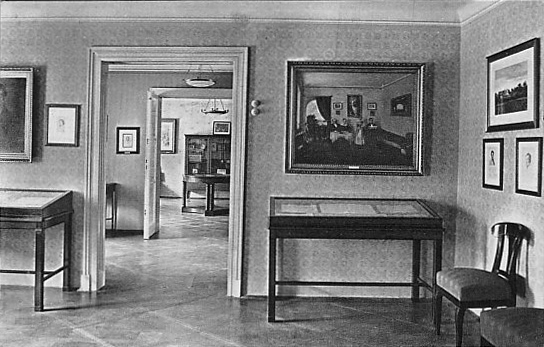
シューベルトの生家（1914年）